# Otão de Metz

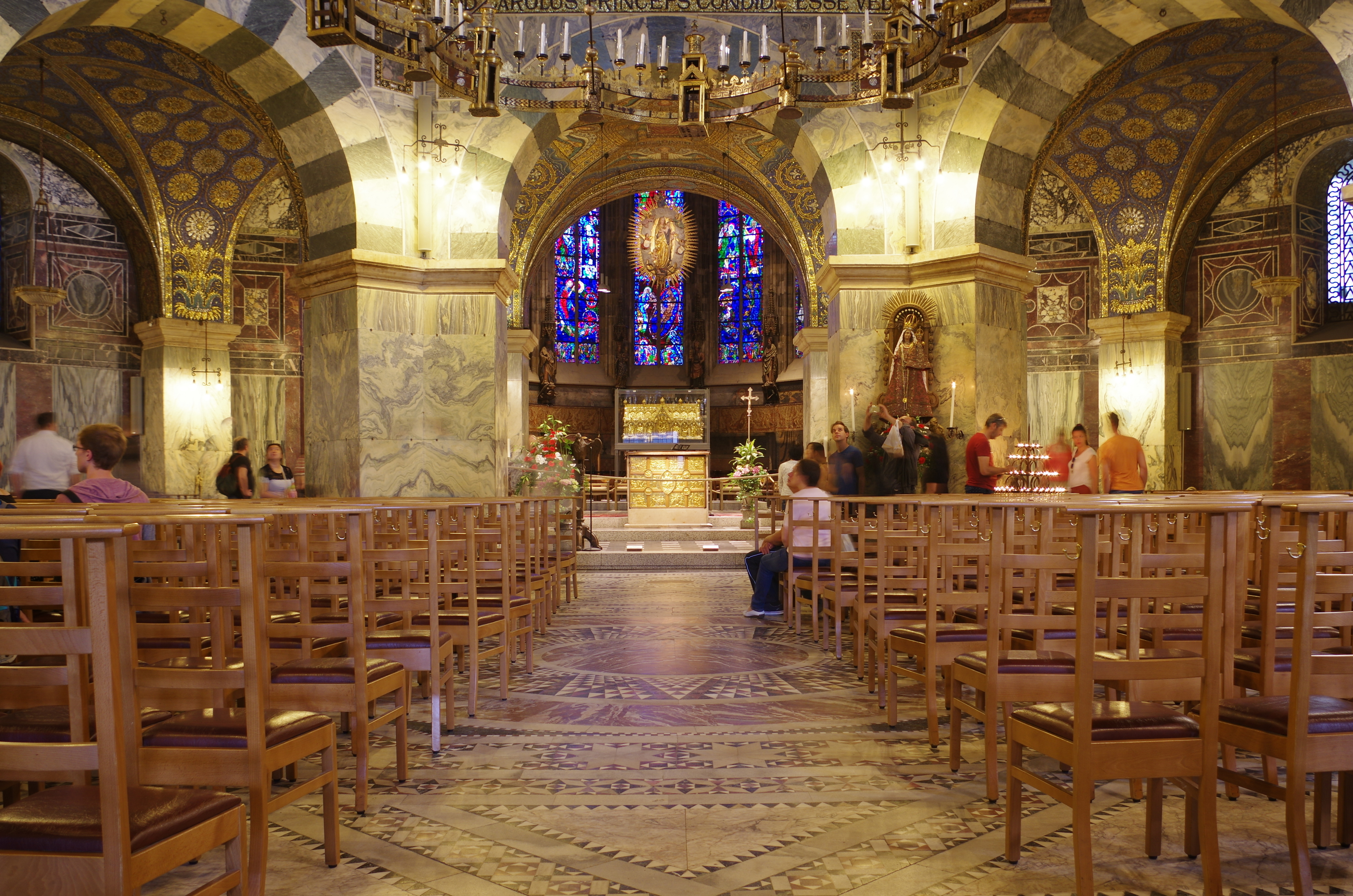
Interior da Capela Palatina

Otão de Metz foi um arquitecto do século VIII. É o primeiro arquitecto nascido a norte dos Alpes de que há conhecimento.
Projectou a Capela Palatina de Aix-La-Chapelle, que desempenhou um importante papel no programa cultural de Carlos Magno. É inspirada na Basílica de São Vital em Ravena, Itália. No entanto o projecto de Otão de Metz não é uma cópia do original, mas sim uma reinterpretação do edifício.